# 東南鎮區 (印地安納州奧蘭治縣)
東南鎮區（英語：Southeast Township）是位於美國印地安納州奧蘭治縣的一個行政鎮區。

## 地方資料
根據2010年美國人口普查的數據，東南鎮區的面積為138.10平方千米，當中陸地面積為137.80平方千米，而水域面積為0.30平方千米。當地共有人口1603人，而人口密度為每平方千米11.61人。